# Michel Tournier

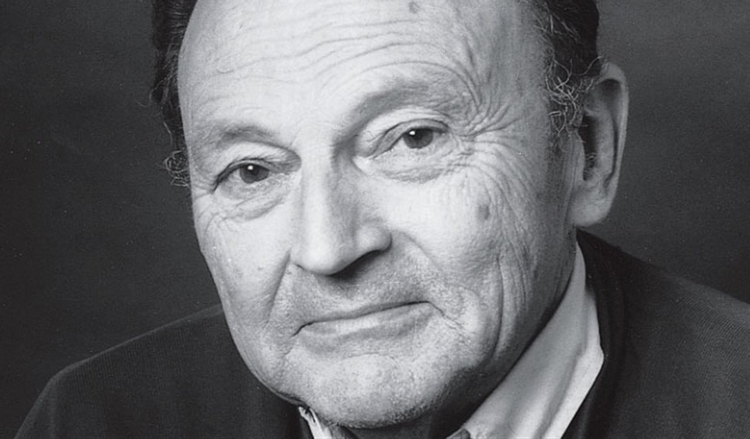
Michel Tournier

Michel Tournier (* 19. Dezember 1924 in Paris; † 18. Januar 2016 in Choisel) war ein französischer Schriftsteller.

## Leben und Wirken
Tournier war der Sohn eines Germanisten-Ehepaares, das sich bei Deutschstudien an der Sorbonne kennengelernt hatte. Der Vater war Mitbegründer und Chef des B.I.E.M., der entsprechend der deutschen GEMA mit der Wahrung der Urheberrechte von Künstlern, namentlich Musikern betrauten Organisation. Interesse und Neigung für Deutschland und insbesondere für die deutsche Sprache hatten vor allem in der Familie der Mutter eine alte Tradition. Obwohl der Vater im Ersten Weltkrieg im Kampf gegen Deutsche erheblich verletzt worden war, verbrachten die vier Kinder – drei Söhne und eine Tochter – mit und ohne die Eltern ihre Ferien zumeist in Deutschland und lernten frühzeitig Deutsch. Trotzdem neigte die Familie im Zweiten Weltkrieg nicht zur Kollaboration mit der deutschen Besatzung.
Nach 1945 war Michel Tournier unter den ersten französischen Zivilisten, die nach Deutschland gingen. Im Sommer 1946 nahm er, obgleich er Philosophie und Jura studierte, zunächst an einem von der französischen Militärregierung für französische und britische Germanisten und deutsche Romanisten veranstalteten sechswöchigen Ferienkurs in Bad Teinach im Schwarzwald und in Tübingen teil. Im Anschluss studierte er an der Universität Tübingen vier Jahre Philosophie.
Weil Tournier das erforderliche Examen in Frankreich nicht bestand, misslang seine Absicht, Dozent der Philosophie zu werden. Nach Tätigkeiten bei Verlagen und bei Rundfunkanstalten sowie als literarischer Übersetzer (unter anderem von Erich Maria Remarque) erschien 1967 sein erster Roman Vendredi ou les Limbes du Pacifique (dt. Freitag oder Im Schoß des Pazifik), der mit dem Grand Prix du Roman der Académie française ausgezeichnet wurde.
Für seinen zweiten, 1970 erschienenen Roman Le Roi des Aulnes (dt. Der Erlkönig, 1972) erhielt er – ungewöhnlicherweise einstimmig – den bedeutendsten französischen Literaturpreis, den Prix Goncourt. Der Roman, der vorwiegend während des Zweiten Weltkriegs, zur Hälfte in Frankreich, dann in Deutschland – in Ostpreußen – spielt, ist ein facettenreiches Werk aus realistischen, mythischen, philosophischen, psychologischen und historischen Elementen. Tournier stellt hier die besondere Anziehungskraft des Jugendkults der Nationalsozialisten dar. Der Titel spielt auf Goethes Ballade Erlkönig an und sieht in den Nazis die Kindesverführer. Der Roman hatte in Deutschland beachtlichen Erfolg und wurde 1996 von Volker Schlöndorff unter dem Titel Der Unhold verfilmt.
Tournier war bis 2010 Mitglied der Académie Goncourt, die den gleichnamigen Preis verleiht, und war korrespondierendes Mitglied der Bayerischen Akademie der Schönen Künste und der Sächsischen Akademie der Künste. Er war Träger der Goethe-Medaille und des Premio Malaparte und Ehrendoktor der Londoner Universität. Tournier lebte und arbeitete zuletzt als freier Schriftsteller in Choisel bei Paris.

## Rezeption
Tourniers Werke wurden in zahlreiche Sprachen übersetzt und einige erhielten weitere Literaturpreise.
Mit Ausnahme des ersten Romans Vendredi ou les Limbes du Pacifique wurden alle Werke von Hellmut Waller ins Deutsche übersetzt, einem gleichaltrigen deutschen Juristen, mit dem Tournier seit einem Ferienkurs von 1946 eng befreundet war. Dieser erhielt für sein übersetzerisches Werk die Verdienstmedaille des Landes Baden-Württemberg.

## Werke (Auswahl)
Autobiographisches
- Le vent Paraclet. Gallimard, Paris 1980, ISBN 2-07-029618-0 (EA Paris 1977)
  - deutsch: Der Wind Paraklet. Ein autobiographischer Versuch. Hoffmann & Campe, Hamburg 1979 ISBN 3-455-07728-5.
- Le bonheur en Allemagne? Gallimard, Paris 2008, ISBN 978-2-07-030799-9 (EA Paris 2004)
- Michel Tournier 1924 - 2000, in Verena von der Heyden-Rynsch Hg.: Vive la littérature! Französische Literatur der Gegenwart. Übers. Rebekka Göpfert. Hanser, München 1989, S. 183[4]

Erzählungen und Novellen
- Le médianoche amoureux. Éditions Gallimard, Paris 2003, ISBN 2-07-038406-3 (EA Paris 1989)
  - deutsch: Das Liebesmahl. Novellen einer Nacht. Fischer Taschenbuch, Frankfurt am Main 1993 ISBN 3-596-11025-4 (EA Hamburg 1990)
- Le Coq de bruyère. 1978
  - deutsch: Die Familie Adam. Hoffmann & Campe, Hamburg 1981 ISBN 3-455-07727-7
- Gilles & Jeanne. 1987
  - deutsch: Gilles und Jeanne. Fischer Taschenbuch-Verlag, Frankfurt am Main 1987 ISBN 3-596-25197-4

Essays und Ähnliches
- Les vertes lectures. La comtesse de Ségur, Jules Verne, Lewis Carroll, Jack London, Karl May, Selma Lagerlöf, Rudyard Kipling, Benjamin Rabier, Hergé et Gripari. Flammarion, Paris 2006, ISBN 2-08-210538-5.
- Des Clés et des Serrures. 1979
  - deutsch: Die Schlüssel und das Schloß
- Le vagabond immobile. 1984
  - deutsch: Der Garten des Vagabunden
- Meine Affäre mit Deutschland. In: Elisabeth Schweeger, Eberhard Witt (Hrsg.): Ach Deutschland! Belville, München 2000 ISBN 3-933510-67-8, S. 99–109.
- Kleine Essays und Tagebuchnotizen, in: Sinn und Form, 5, 2004, S. 625–648
- Vorwort zur frz. Ausgabe von Ernst von Salomon: Les Réprouvés. (d. i. Die Geächteten), Bartillat, Paris 2007, ISBN 978-2-84100-408-9; wieder ebd. 2011, ISBN 978-2-84100-488-1
- Lektüre der frühen Jahre. In: Sinn und Form. 3, 2007, S. 293–322
- Kleines Porträt von fünf Lehrern. In: Sinn und Form. 2, 2010, S. 149–159

Kinder- und Jugendbücher
- Sept contes. Gallimard Jeunesse, Paris 2012 ISBN 978-2-07-062230-6
- Pierrot ou Les secrets de la nuit. Gallimard Jeunesse, Paris 2011 ISBN 978-2-07-053886-7 (EA Paris 1998)
  - deutsch: Pierrot oder die Farben des Lichts. Sanssouci, München 2007 ISBN 978-3-8363-0018-6 (früherer Titel Pierrot oder die Geheimnisse der Nacht)
- Lili ou L'initiation parfumée. Hèrmes International, Paris 2002 ISBN 2-911544-70-6
  - deutsch: Lilli oder Der duftende Weg ins Leben
- Les Rois Mages. Gallimard Jeunesse, Paris 1998
  - deutsch: Die Könige aus dem Morgenland. Dtv, München 2002 ISBN 3-423-62113-3
- La Couleuvrine. Gallimard Jeunesse, Paris 1994
  - deutsch: Lucio oder die Belagerung des Glücks. Hanser, München 1999 ISBN 3-446-18425-2

Romane
- Vendredi ou les Limbes du Pacifique. 1967.
  - deutsch: Freitag oder Im Schoss des Pazifik.
- Le roi des Aulnes. 1970.
  - deutsch: Der Erlkönig. Hoffmann & Campe, Hamburg 1972[5]
- Les Météores. 1975
  - deutsch: Zwillingssterne
- Gaspard, Melchior & Balthazar. 1980
  - deutsch: Kaspar, Melchior & Balthasar
- La Goutte d'or. 1985
  - deutsch: Der Goldtropfen
- Vendredi ou la vie sauvage. 1987
  - deutsch: Freitag oder das Leben in der Wildnis
- Eléazar ou la Source et le Buisson. Gallimard, Paris 2005, ISBN 2-07-040468-4 (EA Paris 1996)
  - deutsch: Eleasar oder Quelle und Dornbusch. Hoffmann & Campe, Hamburg 1998 ISBN 3-455-07752-8

Theater
- Le fétichiste. Un acte pour un homme seul. Gallimard, Paris 1997 ISBN 2-07-074888-X (EA Paris 1974)
  - deutsch: Der Fetischist. Stück für einen Darsteller.[6]

## Verfilmungen
- 1988: Der Goldtropfen (La goutte d’or)
- 1996: Der Unhold (The Ogre)